# Marcela Ríos
Ríos  Tobar est un nom espagnol. Le premier nom de famille, en général paternel, est Ríos ; le second, en général maternel, souvent omis, est Tobar.
Marcela Alejandra Ríos Tobar (Santiago, 14 décembre 1966) est une sociologue, politologue et femme politique chilienne, membre du parti Convergence sociale (CS). Elle est ministre de la Justice et des Droits humains du gouvernement de Gabriel Boric du 11 mars 2022 au 7 janvier 2023.

## Biographie

### Études
Fille de l'écrivain Carlos Gonzalo Ríos Gordillo et d'Hilda Luisa Tobar Silva, elle effectue ses études supérieures en sociologie à l'université d'York au Canada, et obtient un doctorat en science politique à l'université de Wisconsin-Madison aux États-Unis et un magíster en sciences sociales à la Faculté latino-américaine de sciences sociales, lieu où elle est également coordinatrice du programme de gouvernance de 2005 à 2007.

## Trajectoire professionnelle
Elle exerce sa profession dans le secteur public et privé, en travaillant en particulier pendant plus de quatorze ans pour le Programme des Nations unies pour le développement (PNUD) en tant qu'assistante résidente représentative, puis en tant que vice-présidente du directoire de l'organisation Comunidad mujer (Communauté femme).
Par ailleurs, pendant la première présidence de Michelle Bachelet, elle intègre la Commission pour la réforme du système électoral en 2006, et pendant la seconde présidence de Michelle Bachelet, elle participe aux commissions pour la réforme du système de pensions en 2014 et 2015 et, la commission Engel contre les conflits d'intérêts, le trafic d'influences et la corruption en 2015.

### Trajectoire politique
Féministe et militante du parti Convergence sociale (CS), elle est désignée le 21 janvier 2022 par le président élu Gabriel Boric comme ministre de la Justice et des Droits humains. Elle est investie le 11 mars 2022, le même jour que le président Boric et l'ensemble du nouveau gouvernement. Le 7 janvier 2023, elle remet sa démission au chef de l'État en raison du scandale provoqué par les grâces accordées aux personnes condamnées à la suite du mouvement de contestation en 2019.